# Canini
Canini es una tribu de mamíferos carnívoros de la familia de los cánidos. Es un rango taxonómico que representa una de las dos tribus en las que se divide la subfamilia de los caninos; la otra es la de los zorros (Vulpini). Sus miembros se conocen informalmente como perros verdaderos.

## Taxonomía
Las características críticas que marcan a los Canini como un grupo monofilético incluyen el aumento constante del seno frontal, a menudo acompañado por la pérdida correlativa de la depresión en la superficie dorsal del proceso postorbital; la expansión posterior del proceso paroccipital; el agrandamiento del proceso mastoideo; y la falta de destello lateral del borde orbitario del cigoma.
Richard H. Tedford

La tribu Canini comprende la mayoría de las especies actuales de cánidos. Los nombres comunes de la mayoría de los caninos sudamericanos incluyen "zorro", basado en el parecido, pero están más estrechamente relacionados con los lobos que con los zorros euroasiáticos y norteamericanos del género vulpes.
Como veremos a continuación, la tribu Canini se divide en dos sutribus hermanas, la primera, Canina, comprende los caninos con aspecto de lobo y la segunda, Cerdocyonina, comprende de los caninos sudamericanos con forma de zorro.
- Subtribu Canina
  - Género Canis
    - Canis aureus
    - Canis familiaris
    - Canis latrans
    - Canis lupaster
    - Canis lupus
    - Canis simensis

  - Género Cuon
    - Cuon alpinus

  - Género Lupulella
    - Lupulella adusta
    - Lupulella mesomelas

  - Género Lycaon
    - Lycaon pictus
    - Lycaon sekowei †

  - Género Aenocyon †
    - Aenocyon dirus †

  - Género Cynotherium †
    - Cynotherium sardous †

  - Género Eucyon †
    - Eucyon davisi †
- Subtribu Cerdocyonina
  - Género Atelocynus
    - Atelocynus microtis

  - Género Cerdocyon
    - Cerdocyon thous

  - Género Speothos
    - Speothos venaticus
    - Speothos pacivorus †

  - Género Dusicyon †
    - Dusicyon australis †
    - Dusicyon avus †
    - Dusicyon cultridens †

  - Género Lycalopex
    - Lycalopex culpaeus
    - Lycalopex fulvipes
    - Lycalopex griseus
    - Lycalopex gymnocercus
    - Lycalopex sechurae
    - Lycalopex vetulus

  - Género Chrysocyon
    - Chrysocyon brachyurus

  - Género Nurocyon †
    - Nurocyon chonokhariensis †

  - Género Protocyon †
    - Protocyon troglodytes †
    - Protocyon scagliorum †
    - Protocyon tarijensis †

  - Género Theriodictis †
    - Theriodictis platensis †

## Evolución
Canini nació hace 9 millones de años. Este grupo fue representado por primera vez por Eucyon, principalmente por Eucyon davisi, que se extendió ampliamente por América del Norte.